# 修羅場 (東京事變單曲)
《修羅場》（修羅場，Shuraba／The Rat's-nest）是日本樂團東京事變的第三張單曲，由東芝EMI／Virgin Music於2005年11月2日發行，同時也是二期東京事變的首張作品。在跨業合作部分，歌曲「修羅場」更成為日本富士電視台連續劇‘大奧~華之亂’的主題曲。初回限定包含《DOMESTIC! Virgin LINE》演唱會門票優先抽選劵。
在單曲銷售成績方面，本張單曲在日本Oricon銷售榜上最高位居單週第5名，名列2005年年度銷售榜第125位。歌曲「修羅場」在日本告示牌所公布的告示牌百強單曲榜中，最高曾名列單週第3名。在銷售認證上，單曲《修羅場》銷售突破10萬張，在2005年11月通過日本唱片協會認定為金唱片。而歌曲「修羅場」的手機和電腦下載也分別在2007年7月及2012年1月通過日本唱片協會認定為金唱片。

## 單曲概要
《修羅場》是東京事變第三張單曲，同時也是繼2004年10月發表《遭難》後，睽違一年的新單曲。不過，在發行作品前，東京事變於2005年7月1日在官方網站上宣布，由於樂團負責彈奏鋼琴的H是都M及吉他手畫海幹音宣布退團，樂團東京事變將進行重組，並且希望歌迷能夠期待第二期東京事變的來到。
在經過兩個月的空窗期後，東京事變於09月16日在官方網站上宣布浮雲及伊澤一葉將加入樂團，同時還表示將發行新單曲。而本張單曲《修羅場》正是東京事變在浮雲和伊澤一葉加入後的首張作品。
歌曲「修羅場」是椎名林檎應戲劇「大奧」製作人的邀約下所完成的。為了完成歌曲，椎名林檎甚至跑去看前二季的戲劇內容，並表示「女主角的美麗與魄力真是無人可比，讓我忍不住寫下『竟會有所懷疑簡直太過膚淺』這句歌詞。」而單曲的封面是「椎名林檎手拿著一瓶打著馬賽克的香水橫躺」，而在日後發行的專輯《大人》中，它的專輯封面則是那罐香水的瓶子，香水外殼的瓶子則是寫上專輯的英文名子「ADULT」，讓歌迷不禁聯想單曲和專輯似乎有種特別的關係。而團員看到單曲封面的樣子，還開玩笑的說：「如果是拿著小酒瓶的話更好。」這樣的回應讓椎名林檎哭笑不得。此外，椎名林檎以東京事變的名義，首次將歌詞本寫上英文，這與椎名林檎在歌唱時期用日文拼英文的記法有很大的不同。
在單曲發售時程上，本張單曲首先於2005年9月27日在官方網站上發布單曲封面。而在戲劇‘大奧~華之亂’首播日前一日的10月12日，不但開始接受歌曲「修羅場」音樂錄影帶的視聽外，同時也開放手機下載的服務。最後，11月2日在日本發行單曲與提供數位下載，台灣則於11月4日同步發行進口版與台壓盤。
最後，在單曲銷售成績方面，
本張單曲在發行當週以5.9萬張的銷售量在日本Oricon銷售榜上位居第5名，總計在Oriocn銷售榜上榜15週，累積銷售達11.0萬張，名列2005年年度銷售榜第125位。同時，單曲銷售突破10萬張，在2005年11月通過日本唱片協會認定為金唱片。而歌曲「修羅場」的手機和電腦下載也分別在2007年7月及2012年1月通過日本唱片協會認定為金唱片。

### 音樂錄影帶
導演番場秀一將「修羅場」的音樂錄影帶以白色為主軸，因此所有東京事變的團員全部都被漆成白色，搭配上紅色鮮血的效果與偶爾穿插主唱椎名林檎帶著假髮望著前方發呆的神情，讓人不禁驚嘆他們不僅對音樂的要求甚高，對於音樂錄影帶的視覺效果的呈現也完全不馬虎。另外，眼尖的歌迷還發現到音樂錄影帶在後段，即開始變色的時候，隱約出現「映日紅之花」音樂錄影帶的片段。

### 跨業合作
- 「修羅場」

（富士電視台）戲劇‘大奧~華之亂’主題曲

### 獲獎紀錄
MTV Video Music Awards Japan
- BEST GROUP VIDEO－《修羅場》（提名）

## 曲目
| 東京事變【修羅場】 | 東京事變【修羅場】 | 東京事變【修羅場】 | 東京事變【修羅場】 |
| 曲序               | 曲目               | 词曲               | 时长               |
| ------------------ | ------------------ | ------------------ | ------------------ |
| 1.                 | 修羅場             | 椎名林檎           | 4:12               |
| 2.                 | 戀愛幻夢（翻唱曲） | 奈德多希尼         | 3:26               |
| 3.                 | 落日               | 椎名林檎           | 4:45               |
| 总时长：           | 总时长：           | 总时长：           | 12:24              |

作詞・作曲：椎名林檎（#1,3）、奈德多希尼（#2）
全編曲：東京事變

### 曲目介紹
1. 修羅場（日語：修羅場）　
  - 收錄於《大人》專輯中

在這首歌曲中，椎名林檎一開始否決伊澤一葉建議使用古典吉他彈奏的提議，後來在折衷之下，椎名林檎不但購買了吉他，也在歌曲中使用民謠吉他彈奏。而在日後發行的專輯《大人》中，以「修羅場 Adult ver.」為名義收錄，而這也是東京事變唯一沒有收錄至專輯中的A面歌曲。不過，在解散後所發行的精選合輯《Hard Disk》中，以專輯特典「Recovery Disc」收錄。
2. 戀愛幻夢（日語：恋は幻）　
  - 翻唱曲
  - 收錄於《深夜節目》專輯中

劇團一人參與了「戀愛幻夢 For Musician」音樂錄影帶的演出（收錄至ADULT VIDEO）。
原唱：奈德多希尼（英语：Ned Doheny）《Get It Up For Love》（1976）
3. 落日　　
  - 收錄於《深夜節目》專輯中

椎名林檎在接受採訪時提到這首歌原本預定要收錄於《大人》專輯中的第11首，不過最後她採用了伊澤一葉所創作的歌曲「書信」。而日後舉辦的《"DOMESTIC!" Just can't help it.》巡迴演唱會中，此首歌不但被改編成木吉他版，更拍攝了音樂錄影帶作為宣傳演唱會DVD《Just can't help it.》。在歌曲中結尾淡出的時候，把椎名林檎介紹東京事變新成員浮雲和伊澤一葉的聲音加入歌曲中，但這個片段並沒有收錄在解散後所發行的精選專輯《深夜節目》中。
這首歌曲的音樂錄影帶在台灣掀起了抄襲的風暴，台灣藝人張懸第二張專輯的音樂錄影帶「喜歡」在火車上拍攝的片段，近似此音樂錄影帶，對此張懸知道消息後，便立刻要求停播此音樂錄影帶，而此行為也被台灣的民眾所讚揚。

## 批評及評價
音樂網站CD Journal的評論家認為這首放克搖滾歌曲「修羅場」堅定的表現出椎名林檎是個出色的作曲家，評論家同時也表示因為在專輯版本中採用電吉他彈奏，所以收錄在專輯的版本比單曲版本更能表現出搖滾的模樣。同時，評論家也提到「落日」這首歌曲僅用鋼琴彈奏，伴隨著椎名林檎優美的歌聲，這樣的風格是東京事變少數的抒情歌曲，同時強烈的展現出椎名林檎歌唱實力的作品。

## 演出人員及後製
TOKYO Incidents
vox Shena RINGO
key IZAWA Ichiyo
guitar Ukigmo
bass KAMEDA Sage
drums HATA Toshki
"落日" trumpet TABU Zombie from SOIL&"PIMP"SESSIONS by courtesy of Victor Entertainment. Inc.

recorded, mixed and programming by Inoue UNI

assistant engineer Kamijo Yuji,Nakajima Jiro, Akiba Tomonobu, Imazeki Kunihiro

at Toshiba-EMI 3st. STUDIO TERRA, KRONEKO STUDIO, CRESCENT STUDIO

mastered by Maeda Yasuji at Bernie Grundman MASTERING

ad and design Central67 photographs Uchida Shoji hair and make-up Konishi Shinji KiKi, Otani Ryoji styling Iga Daisuki KiKi

## 修羅場歌曲版本
| 曲名              | 收錄專輯 | 年份   | 編曲     | 其他資訊       |
| ----------------- | -------- | ------ | -------- | -------------- |
| 修羅場            | 修羅場   | 2005年 | 椎名林檎 | 帶有俏皮旋律   |
| 修羅場 Adult ver. | 大人     | 2005年 | 龜田誠治 | 爵士風格的編曲 |

## 銷售排行

### Oricon 銷售榜(日本)
《修羅場》於2004年10月20日發行。發行首週，在日本公信榜Oricon的單曲榜2005年10月第5週付的榜單中以58,659張銷售量居單週第五名。同週第一名是銷售量突破50萬大關的期間限定歌唱團體修二與彰的單曲「青春Amigo」、第二名則是演唱二人組WaT的第二張單曲「我的心意」。第二週則位居十位，同週第一、二名分別是修二與彰的單曲「青春Amigo」及兩人樂隊柚子的單曲「超特急/旭日東昇」。總計《修羅場》總共在日本公信榜Oricon的單曲榜上榜15週，累積銷售達11.0萬張。同時在2005年年銷售榜中，《修羅場》以8.5萬張銷售量居全年第125名。
| 名稱                 | Oricon銷售榜 | 最高  | 最高   | 總銷售量 | 累積上榜次數 |
| 名稱                 | Oricon銷售榜 | 排 行 | 銷售量 | 總銷售量 | 累積上榜次數 |
| -------------------- | ------------ | ----- | ------ | -------- | ------------ |
| 2005年11月2日 修羅場 | 週銷售排行榜 | #5    | 58,659 | 110,485  | 15週         |
| 2005年11月2日 修羅場 | 月銷售排行榜 | #9    | 84,673 | 110,485  | 15週         |
| 2005年11月2日 修羅場 | 年銷售排行榜 | #125  | 84,673 | 110,485  | 15週         |

### 其他銷售榜
| 排行榜名稱                          | 最高排名 |
| ----------------------------------- | -------- |
| (日本) Soundscan：CD Single Top 20  | #3       |
| (日本) J-WAVE：Tokio Hot 100        | #3       |
| (日本) J-WAVE：Tokio Hot 100 (年榜) | #35      |
| (日本) CDTV Top 100                 | #5       |
| (日本) 告示牌百強單曲榜             | #3       |
| (台灣) 五大唱片：日韓榜             | #12      |

### 銷售認證
| 認證單位                    | 銷量             |
| --------------------------- | ---------------- |
| (日本) RIAJ：單曲銷售       | 金唱片 (100,000) |
| (日本) RIAJ：數位下載(手機) | 金唱片 (100,000) |
| (日本) RIAJ：數位下載(電腦) | 金唱片 (100,000) |

## 發行歷史
| 國家 | 發行日期       | 發行形式       | 唱片公司              | 商品編號  |
| ---- | -------------- | -------------- | --------------------- | --------- |
| 日本 | 2005年10月12日 | 鈴聲下載       | 東芝EMI／Virgin Music |           |
| 日本 | 2005年11月2日  | CD             | 東芝EMI／Virgin Music | TOCT-4936 |
| 台灣 | 2005年11月4日  | CD(進口初回盤) | 東芝EMI／Virgin Music | TOCT-4936 |
| 台灣 | 2005年11月4日  | CD(台壓盤)     | 金牌大風              | 34811125  |
| 韓國 | 2005年11月10日 | CD、數位下載   | EMI                   | 2319236   |

## 宣傳行程
| 類型 | 日期       | 名稱                                      |
| ---- | ---------- | ----------------------------------------- |
| 雜誌 | 2005/11/01 | 【PS】                                    |
| 雜誌 | 2005/11/07 | 【IN RED】                                |
| 電視 | 2005/11/04 | 【朝日電視台】MUSIC STATION in Super Live |
| 電視 | 2005/11/12 | 【TBS】COUNTDOWN TV                       |
| 電視 | 2005/12/23 | 【朝日電視台】MUSIC STATION in Super Live |
| 電視 | 2006/01/27 | 【朝日電視台】我們的音樂                  |
| 廣播 | 2005/10/26 | 【FM愛知】HOT JAM                         |
| 廣播 | 2005/10/27 | 【J-WAVE】M+                              |
| 廣播 | 2005/10/31 | 【ZIP FM】GROOVE NIGHT                    |
| 廣播 | 2005/10/31 | 【FM802】SONIC STYLE                      |
| 廣播 | 2005/11/01 | 【CROSS FM】JUST RADIO                    |
| 廣播 | 2005/11/02 | 【BAY FM】ON8                             |
| 廣播 | 2005/11/02 | 【FM福岡】SMASH WAVE                      |
| 廣播 | 2005/11/02 | 【TOKYO FM】Dear Friends                  |
| 廣播 | 2005/11/04 | 【FM大阪】POWER NUTS                      |
| 廣播 | 2005/11/06 | 【LOVE FM】AIR-STAGE                      |
| 廣播 | 2005/11/07 | 【Date FM】AIR JAM                        |
| 廣播 | 2005/11/10 | 【FM新潟】SOUND SPLASH                    |
| 廣播 | 2005/11/11 | 【α-STATION】STARDUST PARADE              |
| 廣播 | 2005/11/14 | 【NACK5】NACK ON TOWN                     |

## 脚注